# Гладкий Сергій Іванович
Сергій Іванович Гладки́й (нар. 1890-ті, Полтавська губернія — пом. невідомо) — український архітектор, графік, живописець і видавець.

## Біографія
Народився у 1890-х роках на Полтавщині. Освіту архітектора здобув в Інституті цивільних інженерів у Санкт-Петербурзі. Під час навчання входив у студентський гурток «Громада», де вивчалась українська архітектурна спадщина. На початку XX століття працював в Україні.
Після першої світової війни емігрував до Чехословаччини. Впродовж 1924–1926 років видавав у Берні журнал «Слов’янське мистецтво». З 1927 року жив у Парижі. 1936 року переїхав до СРСР. Подальша доля невідома.

## Творчість
Автор пейзажів міст, краєвидів із церквами, негритянських масок, натюрмортів. Серед робіт:
- «Архангел Михаїл на тлі Києва»;
- обкладинка книги Володимира Січинського «Сутківська твердиня» (1929).

1929 року видав альбом «Квіти».
Брав участь у виставці української графіки у Львові у 1932 році, виставках у Празі і Берліні у 1933 році. Персональна виставка відбулася в Парижі 1929 року. 